# NGC 3732
NGC 3732 é uma galáxia espiral barrada (SB0-a) localizada na direcção da constelação de Crater. Possui uma declinação de -09° 50' 43" e uma ascensão recta de 11 horas, 34 minutos e 13,9 segundos.
A galáxia NGC 3732 foi descoberta em 4 de Março de 1786 por William Herschel.